# دومین جنگ شمالی
دومین جنگ شمالی (۱۶۵۵–۱۶۶۰ میلادی) یا جنگ کوچک شمالی میان امپراتوری سوئد و متحدانش از یکسو و مشترک‌المنافع لهستان–لیتوانی، روسیه تزاری، براندنبورگ-پروس، امپراتوری هابسبورگ و دانمارک-نروژ از سوی دیگر رخ داد. همچنین جمهوری هلند چندین بار علیه سوئد وارد جنگ شد.